# ボブ・ホーリー
ハードコア・ホーリー（Hardcore Holly）のリングネームで知られるボブ・ホーリー（Bob Holly、本名：Robert William Haward、1963年1月29日 - ）は、アメリカ合衆国のプロレスラー。アラバマ州タラデガ出身。
危険を顧みないファイトスタイルから "ハードコア" の異名を持った。

## 来歴
1987年、ガルフ・コースト地区のインディー団体WOWにてデビュー（同団体ではミスター・イトーこと上田馬之助とも対戦している）。以降、"ハリウッド" ボブ・ハワードのリングネームでSMWなどのインディー団体を転戦した後、1994年からWWF（現：WWE）に所属する。当初はレーシングドライバーのギミックが設定され、スパーキー・プラグを名乗ったが、これが商標だったことからすぐにボブ "スパーク・プラグ" ホーリーに改名した。1998年にはバート・ガンとともにタッグチームを結成。伝統あるチーム名のニュー・ミッドナイト・エクスプレスを名乗り、マネージャーには1980年代にNWA圏で元祖ミッドナイト・エクスプレスを率いていたジム・コルネットが就いた。
WWFにハードコア王座が設けられると、その王座を争う主要なレスラーの一人となり、同時にリングネームもボブ "ハードコア" ホーリーを経てハードコア・ホーリーとなる。またクラッシュ・ホーリー、モーリー・ホーリーとギミック上いとことなり、ザ・ホーリー・カズンズを結成した。
2002年のブロック・レスナーとの対戦で、レスナーがかけたパワーボムが失敗して首を骨折。2003年に復帰するまで13か月間リングから離れた。
2003年11月のサバイバーシリーズでレスナーをつけまわす復讐鬼としてのアングルで復帰。しかし、あまりにもレスナーに対する暴走が過ぎ、試合開始前から襲い掛かり、それをとめたレフェリーにも手を出したことで退場。
2005年には自身の主宰するレスリング・スクールをアラバマ州に開設した。
2006年、ハードコアの戦歴を評価されECWに移籍。9月にロブ・ヴァン・ダムと対戦した際、背中に15cmもの裂傷を負い2週間ほど戦線離脱。復帰後、ラシュリーにECW世界王座の挑戦権を奪われ、因縁が生まれる。2007年2月、ラシュリーの持つECW王座を懸けた三つ巴戦に出場。その後はRAWに移籍し、コーディ・ローデスとのタッグで活動。同年12月、コーディとのタッグで世界タッグ王座を獲得。久々の戴冠となったものの、2008年6月に行われたタイトル防衛戦で突如、パートナーのコーディに裏切られベルトを失った。
レスラーの入れ替わりが激しいWWEにおいて15年の長きに渡り団体に在籍し続けていたが、2009年1月に解雇された。
WWE解雇後、2009年5月にイングランドを拠点とするVPW（Varsity Pro Wrestling）に参戦。UKキッドとTLCマッチを行い勝利。2010年2月19日、ICW（International Championship Wrestling）にてビリー・ガンとシングルマッチを行い敗戦。4月16日にはWFX（Wrestling Fan Xperience）にてサブゥーとタッグを組んでザ・ブラザーフッド（ギャングレル & ケビン・ソーン）と対戦して勝利した。
2013年3月19日、TNAのOne Night Only PPVであるHardcore Justice 2に出場。ジェームズ・ストーム & マグナスと組んでエイシズ・アンド・エイツと対戦して勝利に貢献した。

## 得意技

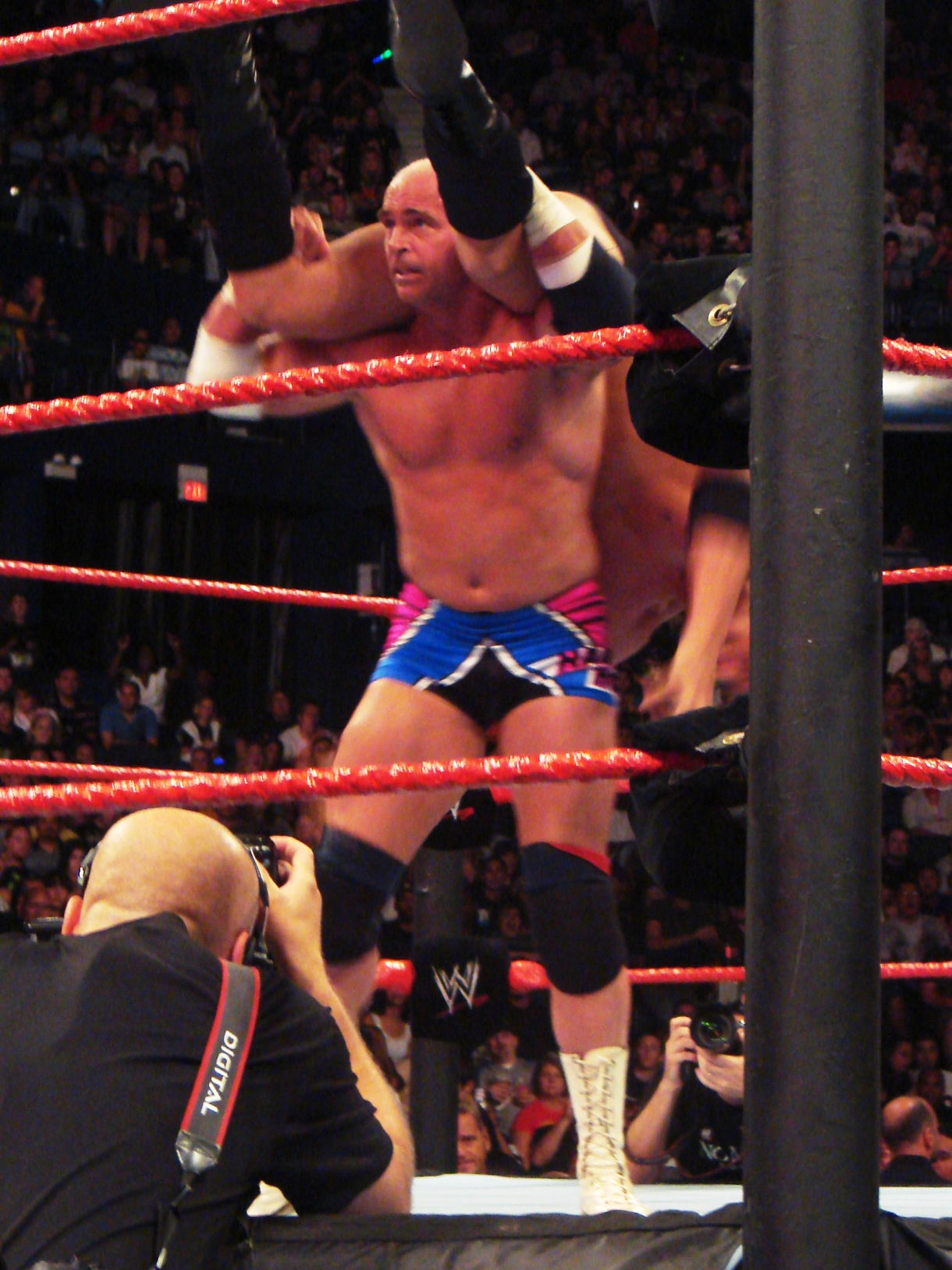
コーディ・ローデスにアラバマ・スラムを放つホーリー

アラバマ・スラム
自身の考案したオリジナルフィニッシャー。相手の股下に自らの頭を入れて持ち上げ、反動をつけて前方に投げ落とす高角度のスパイン・バスター。
ファルコン・アロー
ドロップキック
ホーリーのドロップキックはWWEでも一二を争う美しさである。
フルネルソン
レスナーに首を折られ、復帰してから使い出し、この技でレスナーの首をへし折ろうとしていた。

## 獲得タイトル
WWF / WWE
- 世界タッグ王座 : 3回（w / 1-2-3キッド、クラッシュ・ホーリー、コーディ・ローデス）
- ハードコア王座 : 6回
- NWA世界タッグ王座 : 1回（w / ボディシャス・バート） ※ブッカー兼マネージャーのジム・コルネットがWWFで復活させたタイトル

WOW
- WOWタッグ王座 : 1回（w / ロン・スター）
- WOW USヘビー級王座 : 1回

KP
- KP王座 : 1回

UTL
- UTLライツアウト王座 : 1回

## 入場曲
- How Do You Like Me Now?
- Slow Death